# Mimosa supersetosa
Mimosa supersetosa är en ärtväxtart som beskrevs av Arturo Erhardo Erardo Burkart. Mimosa supersetosa ingår i släktet mimosor, och familjen ärtväxter.

## Underarter
Arten delas in i följande underarter:
- M. s. rufohispidula
- M. s. supersetosa